# Queen of the Moors
Queen of the Moors é um caso de mumificação natural bem preservada datada do início do século XX e encontrada na Igreja Santa Maria della Consolazione, na ilha de Sicília (Itália). Este corpo mumificado foi apelidado, pela população local, com este nome devido ao local onde foi encontrado. Queen of the Moors foi descoberta num compartimento subterrado abaixo da escadaria principal da igreja e, por isso, pensou-se que seria uma pessoa privilegiada. Aquando da sua descoberta, durante a Segunda Guerra Mundial (1939-1945), Queen of the Moors foi transferida para o Collegio del Carmine, numa região próxima (Sambuca di Sicilia). Atualmente, e findos os estudos científicos em 2008, regressou à Igreja onde foi encontrada, em Ragusa, onde o seu corpo descansa numa estrutura de madeira com vidro transparente no topo, para que possa ser vista por quem a visita.   

## Descoberta
Queen of the Moors foi descoberta entre 1935 e 1940 na Igreja Santa Maria della Consolazione (Sicília, Itália). Esta igreja, localizada na região de Ragusa, era reconhecida pela sua vertente funerária uma vez que se acreditava que a sua padroeira consolava os corações dos entes queridos dos falecidos.
Em 2008, foram encontradas cerca de 20 criptas subterradas por debaixo do pavimento interior da Igreja Santa Maria della Consolazione. As criptas continham um número significativo de restos ósseos humanos e 6 corpos mumificados (3 homens e 3 mulheres) dentro de caixões e em diferentes estados de conservação. Foi possível concluir que os corpos mumificados pertencem a indivíduos que viveram entre os séculos XVIII e XIX. De momento não há trabalhos científicos publicados acerca destes corpos mumificados.

## Descrição
Foram estimados três dos quatro parâmetros do perfil biológico: sexo biológico, idade à morte e estatura, não sendo possível estimar a afinidade populacional por questões de conservação. O sexo biológico feminino foi identificado pela observação da genitália externa e interpretação de imagens radiológicas com características morfológicas femininas no osso pélvico e no crânio. A idade à morte foi estimada entre os 45 e 55 anos pela obliteração das suturas cranianas através da inspeção radiológica e pela análise macroscópica do desgaste dentário. Quanto à estatura, foi estimada entre 152 cm e 155 cm a partir do comprimento do corpo e de métodos métricos no fémur. Não foi possível avaliar os parâmetros do perfil biológico com métodos mais rigorosos uma vez que foi impossibilitada a autópsia por questões de conservação do corpo mumificado.

### Tafonomia
Quanto à tafonomia destaca-se a mumificação natural. Este processo de conservação foi possível devido ao microambiente do compartimento onde se encontrava Queen of the Moors – clima seco, quente e fechado – o qual potenciou a conservação por desidratação do corpo. No geral, o corpo mumificado encontra-se bem preservado tanto externa como internamente, no entanto, os pés foram destruídos por processos tafonómicos e, por isso, Queen of the Moors foi considerada um dos corpos mais bem preservados do mundo por mumificação natural.
A ilha Sicília é uma região que, pelas suas características particulares (clima insular), potencia a mumificação natural. Foram encontrados uma grande quantidade de corpos mumificados em várias igrejas e criptas por toda a ilha, todos esses corpos datados entre os séculos XVI e XX. A coleção de corpos mumificados mais importante foi encontrada nas Catacumbas dos Capuchinhos em Palermo, compreendendo uma enorme quantidade de corpos mumificados por mumificação espontânea e antropogénica (através da atividade humana). Outra coleção relevante é a de Piraino contando com 26 corpos mumificados naturalmente. A coleção de Savoca contém 17 corpos mumificados, na sua maioria naturalmente, com exceção de um com evidências de evisceração e craniotomia. Já a última coleção encontrada em Novara di Sicilia, há 6 corpos mumificados naturalmente, datados do século XIX. O corpo mumificado Queen of the Moors faz parte desta extensa lista de corpos mumificados encontrados na Sicília.

### Contexto paleopatológico
Uma vez não autorizada a autópsia e de modo a obter uma qualidade superior de imagens radiológicas, Queen of the Moors, foi transportada, devidamente imobilizada com cartão duro em toda a volta e protegida por plástico filme, para o Hospital Maggiore, em Módica, Itália. Havia a possibilidade de levar até ao corpo mumificado máquinas de tomografia computorizada, mas não teriam a mesma resolução de imagem. Através de vários exames imagiológicos foi possível criar hipóteses acerco do contexto paleopatológico de Queen of the Moors.

#### Doenças na cavidade oral
Para o estudo das patologias dentárias foram utilizadas imagens 2D e 3D de tomografias computorizadas tal como a observação macroscópica. Os dentes presentes no maxilar superior são: incisivos laterais, incisivos centrais, caninos e terceiro molar esquerdo (segundo a nomenclatura FDI: dentes 11, 12, 13, 21, 22, 23 e 28, respetivamente). No maxilar inferior, ou mandíbula, estão presentes todos os dentes com exceção do terceiro molar direito (segundo a nomenclatura FDI: dente 48). Todos os restantes que não foram enumerados correspondem a dentes perdidos antemortem.
O segundo molar esquerdo superior (segundo a nomenclatura FDI: dente 17) e o terceiro molar direito inferior (segundo a nomenclatura FDI: dente 48) foram deslocados para a laringe e para o osso mandibular, respetivamente. A dentição no geral encontra-se com bastante desgaste dentário e com infeção periodontal, há também hipoplasia e algumas cáries, nomeadamente uma de grande dimensão no segundo molar esquerdo superior (segundo a nomenclatura FDI: dente 17) . Estas patologias enumeradas anteriormente são consistentes com um uso repetido da mastigação e, por isso, conclui-se que Queen of the Moors teria fácil acesso a comida. Esta teoria é sustentada pelos indícios de obesidade  recolhidos após a análise da região pélvica, mas também pelo local onde foi encontrada, levando a querer que esta mulher pertenceria a uma classe social elevada.

#### Doenças na zona torácica
Foram observadas através de TAC (tomografia axial computorizada), múltiplas opacidades no pulmão direto compatíveis com calcificações. Foram também detetados nódulos paratraqueal e mediastinal calcificados e vestígios de adesões pleurais no pulmão direito. O pulmão esquerdo apresentava um aspeto colapsado. Quando combinados todas esta evidências, pôde-se chegar a um diagnóstico de tuberculose primária, não curada e sem possibilidade de certezas uma vez que não foi possível confirmar com testes de ADN

#### Doenças na zona pélvica
Foram encontradas calcificações nas paredes da aorta abdominal e nas paredes de ambas as artérias ilíacas, que podem ser indicadores de aterosclerose. Foram também encontradas pequenas calcificações venosas redondas, conhecidas como phleboliths, ou flebólitos nas pélvis, normalmente resultantes de tromboses, mais comuns em países economicamente desenvolvidos, sendo um marcador de doença padrão do “Mundo Ocidental”. Além destas calcificações foram ainda encontrados um pseudo cisto subcondral da articulação sacroiloíaca, resultante possivelmente de uma sacroileíte ou de uma gravides prévia e uma zona de hiperdensidade no espaço retovaginal, congruente com o trato retosigmoide distendido por matéria fecal endoluminal. Não foram encontradas linhas de Harris ou zonas de fratura nas radiografias realizadas ao corpo mumificado. Quando analisadas em conjunto estas evidências são congruentes com um diagnóstico de obesidade. Apesar de considerados, nenhum dos diagnósticos propostos foi confirmado, assim como a causa da morte, uma vez que não foi permitida uma investigação pormenorizada devido a questões de conservação do corpo mumificado.